# ماهی قرمز
ماهی قرمز (نام علمی: Carassius auratus auratus)، که به نام‌های ماهی طلایی، ماهی گلی، ماهی حوض نیز خوانده می‌شود، گونه‌ای ماهی از سردهٔ کپورچه‌ها است.

## زیستگاه
ماهی قرمز به صورت طبیعی در آب‌های شیرین ساکن و تقریباً ساکن با سرعت ناچیز که پوشیده از گیاهان آبزی و دارای بستر نرمی هستند زندگی می‌کند و غالباً همراه ماهیان برکه‌ای دیده می‌شوند.
زیستگاه اصلی آن معمولاً در سیبری و آسیای جنوب شرقی است. انتشار این ماهی توسط انسان صورت گرفته و به این علت در رودخانه‌های اروپا دیده می‌شود.
ماهیان قرمز از جمله گونه‌های غیر بومی بسیاری مناطق جهان هستند و در مقابل شرایط نامساعد محیطی مقاومند.

## گسترش در جهان
اهلی‌سازی آن نزدیک به هزار سال پیش در چین صورت گرفت. از این ماهی، ماهیان حوض طلایی و سایر انواع آن مانند دم چادری، سر شیری، و چشم تلسکوپی که در چین و ژاپن پرورش داده می‌شوند، به وجود آمده‌اند.
در قرن ۱۷ این ماهی به عنوان ماهی تزئینی وارد اروپا شد و از آن هنگام پرورش این ماهی در ایتالیا، جنوب فرانسه و پرتغال معمول شده‌است. به علاوه این ماهی به‌طور وحشی نیز در رودخانه‌های جنوب اروپا پراکنده و انتشار یافته‌است.
در ایران نیز این ماهی در حوضچه‌های دریای خزر، دریاچهٔ ارومیه، دریاچهٔ هامون و رودخانهٔ کارون یافت می‌شود.

## ویژگی‌های ظاهری

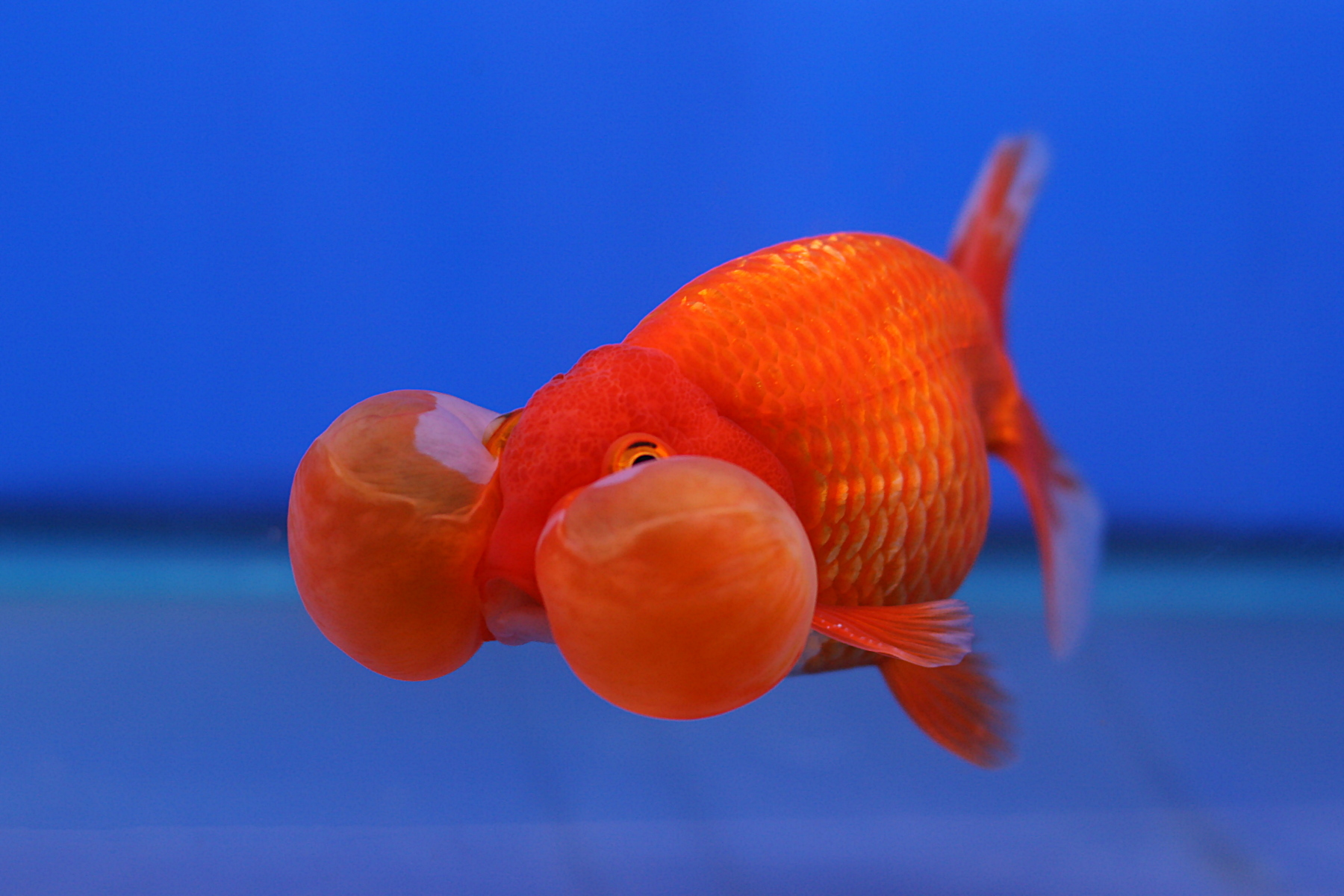
یک نژاد از ماهی قرمز که چشم حبابی نام دارد.

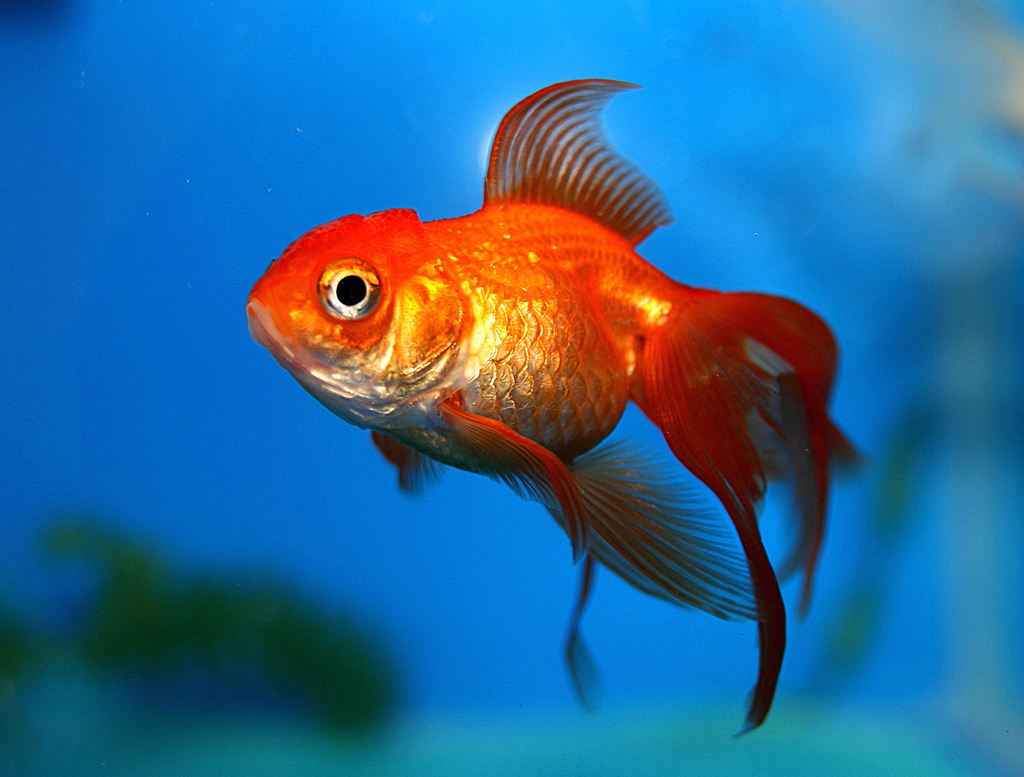
یکی از انواع ماهی طلایی

میانگین طول ماهی‌های قرمز ۱۸ سانتی‌متر با بیشینهٔ درازایی برابر با ۳۵ سانتی‌متر است. آن‌ها اغلب جرمی نزدیک به ۱۹۷ تا ۲۰۰ گرم دارند. اگرچه جِرم بعضی نمونه‌ها به ۲٫۵ کیلوگرم نیز می‌رسد. آن‌ها دارای دندان حلقی یک ردیفی (۴–۴) هستند.
بدن این ماهی از نظر شکل ظاهری شبیه ماهی کپور و ماهی برکه‌ای است. شکم و پهلوها نقره‌فام و بالهٔ دمی فاقد خال‌های سیاه است. تعداد فلس بر روی خط جانبی آن ۲۸ تا ۳۲ عدد و نخستی کمان آب‌ششی در انواع رشد یافته دارای ۳۹ تا ۵۰ عدد خار است. دهان این ماهی نیمه‌تحتانی است و پولک‌های بدنش بزرگ و ضخیم و دندانه‌دار هستند. پردهٔ صفاق در این گونه از ماهی‌ها تیره ‌است.
این ماهی در سن ۴–۳ سالگی به بلوغ می‌رسد و طول آن به ۱۵ تا ۲۰ سانتی‌متر می‌رسد. هنگامی که مواد غذایی فراوان باشد، این ماهی در اواخر سن ۲ سالگی بلوغ می‌یابد.
طول عمر یک ماهی قرمز خانگی می‌تواند از ۱۰ سال هم بیشتر شود و به ۵۰ سال نیز برسد.

## تولید مثل
این ماهی می‌تواند از تخم‌های لقاح‌نیافته نیز به وجود آید. در واقع بعد از تخم‌ریزی، اسپرم وارد تخم می‌شود ولی با آن ترکیب نشده، از بین می‌رود و تنها باعث تحریک تخم شده و شروع به تقسیم می‌کند. این اسپرم می‌تواند متعلق به ماهیان نر همین زیرگونه یا اسپرم سایر کپورماهیان باشد. از تخم‌هایی که عمل لقاح در آن‌ها انجام نگرفته‌است فقط ماهیان ماده به وجود می‌آیند. چنین تولید مثلی نوعی بکرزایی است؛ بنابراین، ماهیان ماده نیز قادر به حفظ و بقای نسل خود هستند.
زمان تخم‌ریزی بر حسب ماه‌های سال خورشیدی در فروردین و اردیبهشت و دمای اّب مناسب برای تخم‌ریزی ۱۸ تا ۲۲ درجهٔ سلسیوس است. تعداد تخم‌ها ۱۶۰ تا ۳۸۰ هزار عدد است که در سه مرحله افشانده می‌شوند و دورهٔ نهفتگی آن‌ها ۵ تا ۷ روز است. لاروها دارای بدنی شفاف هستند به‌طوری‌که به‌آسانی می‌توان اندام‌های داخلی آن‌ها را مشاهده نمود. لاروها توسط غده‌هایی که در سر دارند خود را به گیاهان آبزی می‌چسبانند و پس از طی دورهٔ آرامش و جذب کیسهٔ زرده، شروع به تغذیه از پلانکتون‌ها می‌کنند. رنگ بدن این ماهیان ابتدا خاکستری یا سبز زیتونی است، ولی پس از چند ماه و برخی از آن‌ها پس از ۲ سال تغییر رنگ می‌دهند. تغییر رنگ در بعضی از آن‌ها کم و در برخی اصلاً دیده نمی‌شود.

## نگهداری

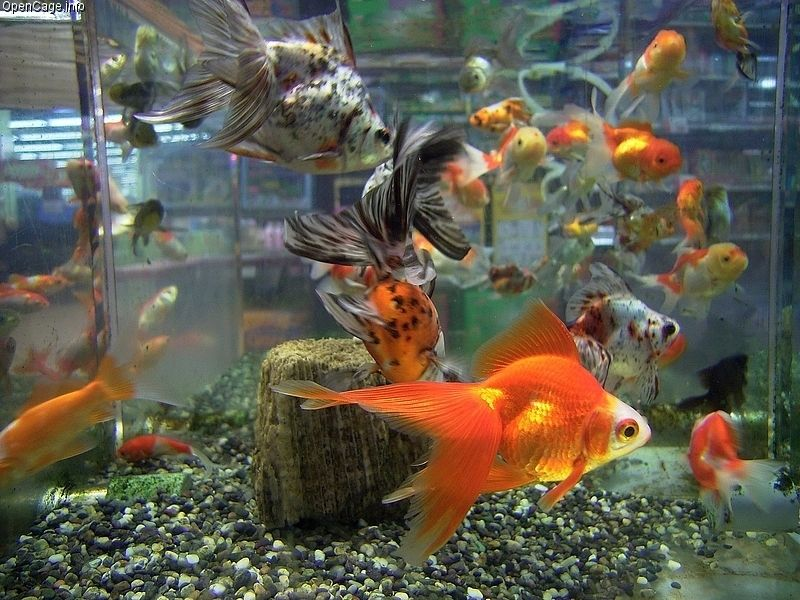
انواع گوناگون ماهی قرمز در آکواریوم

ماهی قرمز برای تزئین حوض و آکواریوم مناسب است و به همین دلیل، تعداد زیادی از آن‌ها هر ساله در آکواریوم‌ها و حوض‌های مردم سراسر جهان نگهداری می‌شوند.

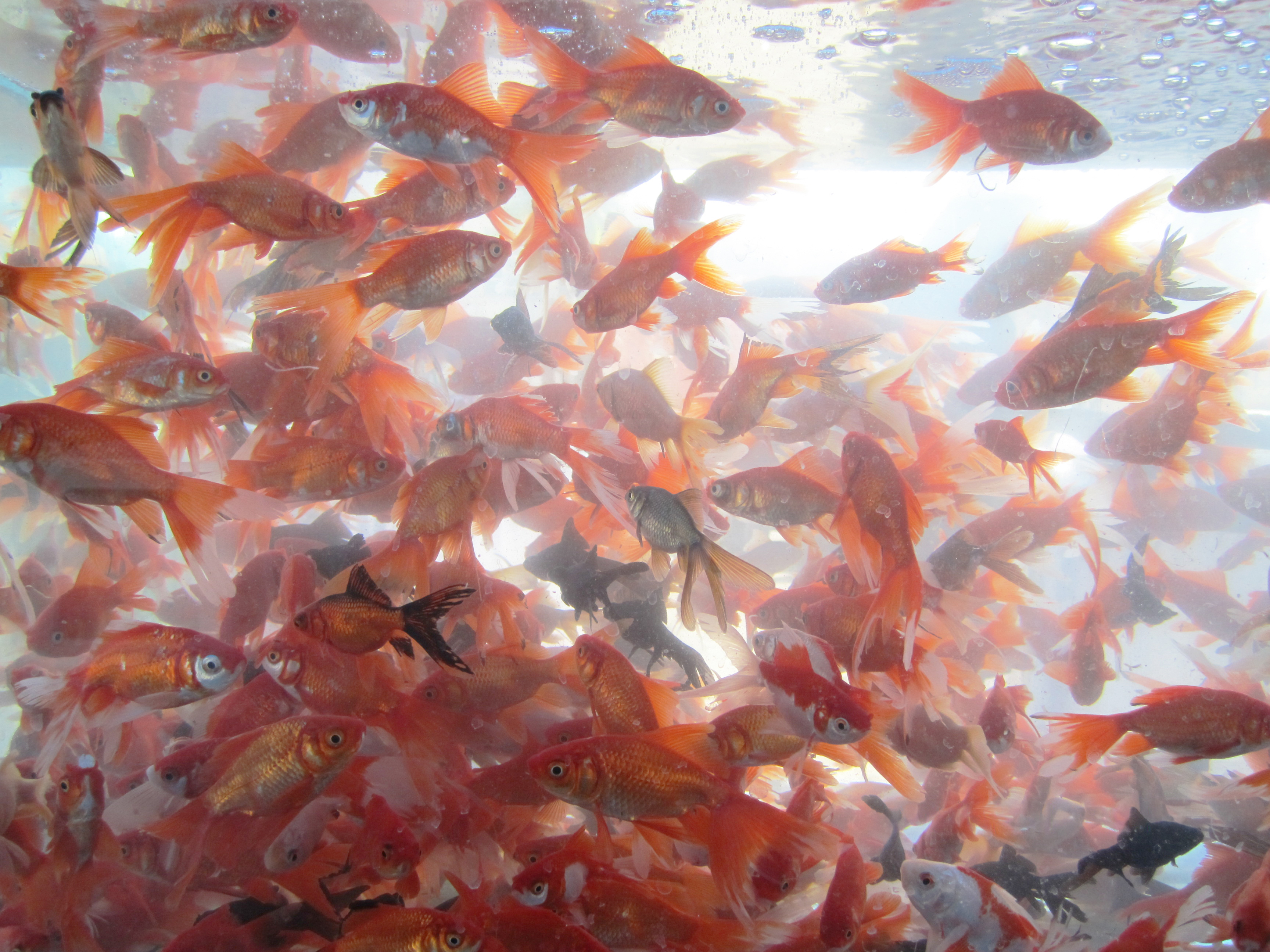
ماهی‌های قرمز در یک آکواریوم موقت برای فروش

همانند اکثر ماهی‌های کپور، ماهی قرمز مقادیر زیادی مواد زائد از طریق دفعی و از طریق آبشش‌ها به داخل آب دفع می‌کند که باعث کدر شدن آب نیز می‌شود. تجمع این مواد زائد تا حد سمی در مدت زمان نسبتاً کوتاهی رخ می‌دهد و ممکن است به سرعت ماهی قرمز را بکشد. برای گونه‌های ماهی قرمز از نوع معمول و از نوع ستارهٔ دنباله‌دار، هر ماهی نیاز به حدود ۷۶ لیتر آب دارد. ماهی تزئینی که کوچک‌تر است نیاز به حدود ۳۸ لیتر آب برای هر ماهی دارد. میزان سطح آب تعیین می‌کند که چه مقدار اکسیژن در داخل آب حل و منتشر می‌شود. هوا دادن فعال به وسیلهٔ پمپ آب، فیلتر یا فواره به‌طور مؤثری میزان سطح را افزایش می‌دهد. هر هفته باید ۱۰ تا ۱۵ درصد آب ظرف، عوض شود.
ماهی قرمز در ردهٔ ماهی‌های آب سرد قرار می‌گیرد و می‌تواند در آکواریوم‌های گرم‌نشده و در دمایی که برای انسان راحت است، زندگی کند. با این وجود، تغییر دمای سریع (برای مثال در یک ساختمان اداری در زمستان که شب‌ها بخاری خاموش می‌شود) می‌تواند آن‌ها را سریعاً بکشد. به‌ویژه اگر آکواریوم کوچک باشد. در هنگام اضافه کردن آب به آکواریوم نیز باید مراقب بود. زیرا ممکن است آب اضافه شده دمای متفاوتی داشته باشد. دماهای زیر ۱۰ درجه سانتی‌گراد برای گونه‌های تزئینی خطرناک هستند. با این حال، گونه‌های معمول و ستارهٔ دنباله‌دار می‌توانند در دماهای مختصر پایین‌تر نیز زنده بمانند. دمای خیلی بالا (بیش از ۳۰ درجه سانتی‌گراد) نیز می‌تواند به ماهی قرمز آسیب برساند. با این وجود، دماهای بالا ممکن است با تشدید چرخهٔ زندگی انگل‌ها، برای مبارزه با آلودگی تک‌یاختگان کمک‌کننده باشد و بدین طریق این آلودگی‌ها سریع تر برطرف شوند. دمای کمال مطلوب برای ماهی قرمز میان ۲۰ درجه تا ۲۲ درجه سانتی‌گراد است.
مانند دیگر ماهی‌ها، ماهی قرمز علاقه‌ای به زندگی با انسان‌ها ندارد. در حقیقت، دست زدن به ماهی قرمز می‌تواند برای آن خطرناک باشد، زیرا می‌تواند باعث آسیب دیدن یا برداشته شدن پوشش محافظتی نازک ماهی شود و می‌تواند پوست ماهی را در معرض آلودگی به باکتری یا انگل آبی قرار دهد. با این حال، ماهی قرمز می‌تواند با شنا کردن در سطح آب در هنگام غذا به افراد پاسخ دهد و طوری عادت و آموزش داده شود تا تکه‌های غذا را از دست انسان بگیرد. شهرت ماهی قرمز در زود مردن، معمولاً ناشی از مراقبت ضعیف از آن است.
اگر ماهی قرمز مدت زمانی طولانی در تاریکی بماند، به تدریج تغییر رنگ می‌دهد تا اینکه تقریباً خاکستری می‌شود. ماهی قرمز در پاسخ به نور، رنگدانه تولید می‌کند. ماهی سلول‌هایی بنام کروماتوفور دارد که رنگدانه تولید می‌کنند و این رنگدانه‌ها با منعکس کردن نور به ماهی رنگ می‌دهند. آنچه که تعیین‌کننده رنگ ماهی است، نوع رنگدانه در سلول‌ها، تعداد مولکول‌های رنگدانه در سلول‌ها و نحوهٔ آرایش رنگدانه‌ها در داخل سلول (پراکنده یا گروهی) است.
از آنجایی‌که ماهی قرمز گیاهان زنده را می‌خورد، نگهداری آن در آکواریوم گیاهی دردسرساز است. فقط گونه‌های گیاهی اندکی همچون کریپتوکورین و آنوبیاس می‌توانند در اطراف ماهی قرمز زنده بمانند و حتی باید مراقب بود تا همین گونه‌های گیاهی نیز توسط ماهی قرمز از ریشه کنده نشوند. گیاهان پلاستیکی معمولاً با دوام‌تر هستند. اما شاخه‌های آن‌ها ممکن است در صورت تماس ماهی با آن‌ها باعث تحریک یا صدمه زدن به ماهی شوند.

## تغذیه

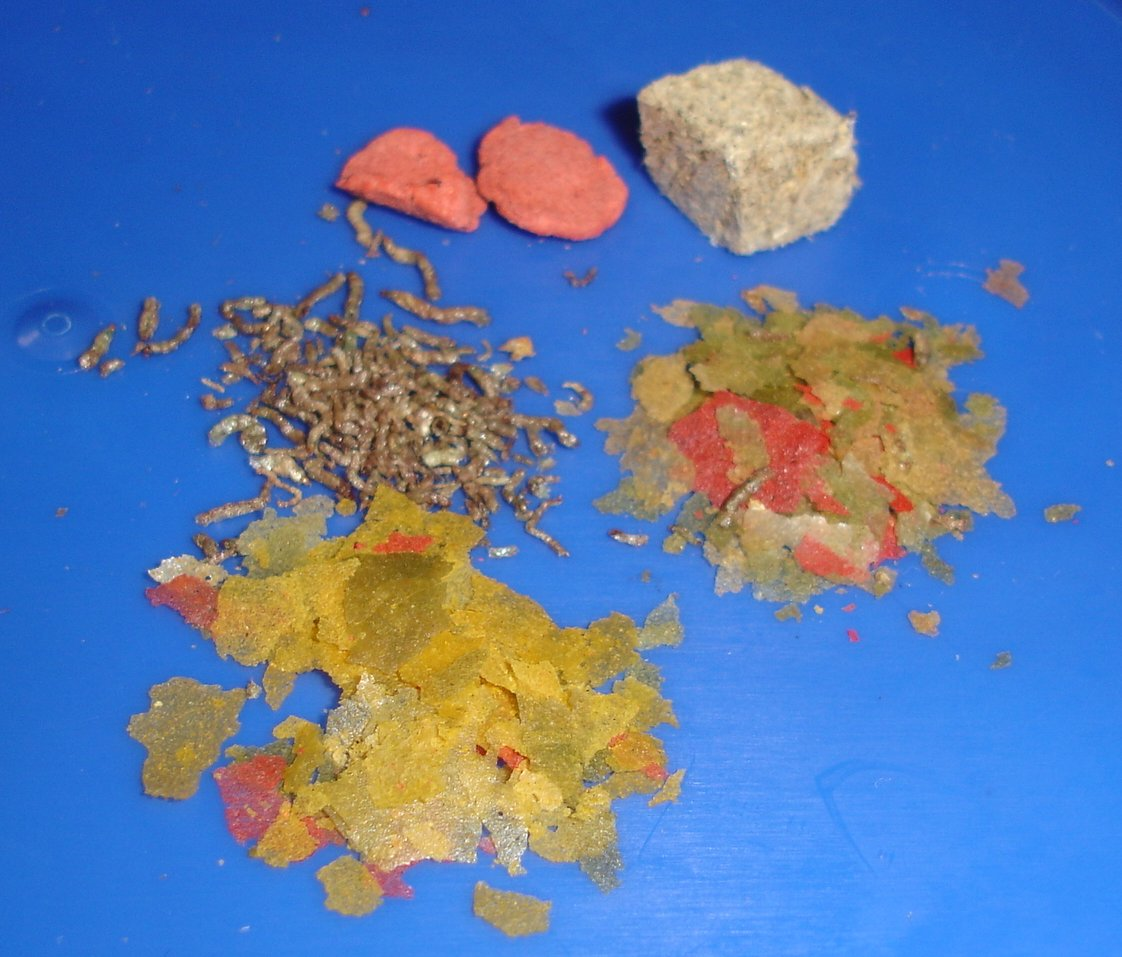
انواع گوناگونی از غذای ماهی آماده

این ماهی همه‌چیزخوار است. در حیات وحش، غذای ماهی قرمز عبارت از سخت‌پوستان، حشرات و مواد گیاهی است. مانند اکثر ماهی‌ها، آن‌ها به صورت فرصت‌طلبانه و دائمی غذا می‌خورند. بیش از حد غذا دادن به آن‌ها، معمولاً موجب مسدود شدن روده‌های ماهی شده و می‌تواند برای سلامتی آن‌ها مضر باشد. این وضعیت بیشتر برای ماهیان قرمزی که با زادگیری گزینشی پدید آمده باشند رخ می‌دهد. چرا که دارای روده پیچ در پیچ هستند. زمانی‌که غذای زیادی داده شود، مواد دفعی و زائد نیز بیشتر می‌شود که تا حدی به دلیل هضم ناقص پروتئینها است. گاهی با دیدن خروج مواد دفعی از پارگین ماهی می‌توان پی برد که غذای زیادی به ماهی داده شده‌است.
غذای مخصوص ماهی قرمز نسبت به غذای مرسوم ماهی‌ها پروتئین کمتر و کربوهیدرات بیشتری دارد. این غذا به دو شکل فروخته می‌شود: پوسته‌ای که روی آب شناور می‌شود و حبه‌ای که به زیر آب می‌رود. می‌توان به این غذا موادی از قبیل لوبیای غلافدار (با برداشتن پوسته خارجی)، سبزی‌های برگی سفید شده و کرم حشره افزود. افزودن آرتمیا (میگوی آب شور) به غذا ممکن است برای ماهی قرمزهای جوان سودمند باشد. همانند همهٔ دیگر جانوران، ذائقه ماهی‌های قرمز ممکن است متفاوت باشد.
در ایران اکثراً به ماهی‌هایی که برای عید نوروز خریده می‌شود غذا داده نمی‌شود یا با نان، تغذیه می‌شود که هردو اشتباه است و باعث مرگ ماهی می‌شود؛ برای تغدیه در خانه می‌توان از زردهٔ تخم‌مرغ آب‌پز و جگر استفاده کرد و روزی یک‌بار یا یک روز درمیان (باز هم یک‌بار در روز) آنها را به مقدار خیلی کم تغذیه کرد و به اندازهٔ سه‌چهارم دهان آن‌ها، غذا را تکه کرد و به آن‌ها داد.
در صورت ماندن غذا در تنگ پس از چند ساعت، غذا فاسد می‌شود و انفجار آمونیاک می‌کند و به دلیل خفگی ماهی‌ها به مرگ آن‌ها منتهی می‌شود.

## رفتار
رفتار ماهی قرمز به میزان زیادی می‌تواند متغیر باشد. زیرا ماهی قرمز در محیط‌های مختلفی زندگی می‌کند و همچنین رفتار آن می‌تواند توسط صاحب آن شرطی شود.
ماهی قرمز دارای توانایی بالایی در یادگیری و مهارت‌های یادگیری اجتماعی است. علاوه بر این، توانایی بینایی بالای آن‌ها، باعث می‌شود تا افراد را از هم بشناسند. صاحب ماهی ممکن است متوجه شود که ماهی به او واکنش مثبتی نشان می‌دهد (به جلوی آکواریوم شنا کند، در اطراف آکواریوم سریع دور بزند و به روی آب بیاید و برای غذا دهان خود را باز کند). در حالی‌که با دیدن سایر افرادی که به سمت آکواریوم می‌آیند خود را پنهان کند. با گذشت زمان، آن‌ها یاد می‌گیرند تا میان صاحبان خود و غذا یک ارتباط در نظر بگیرند و معمولاً زمانی‌که صاحب آن‌ها می‌آید درخواست غذا کنند.

## ماهی قرمز در فرهنگ ملل

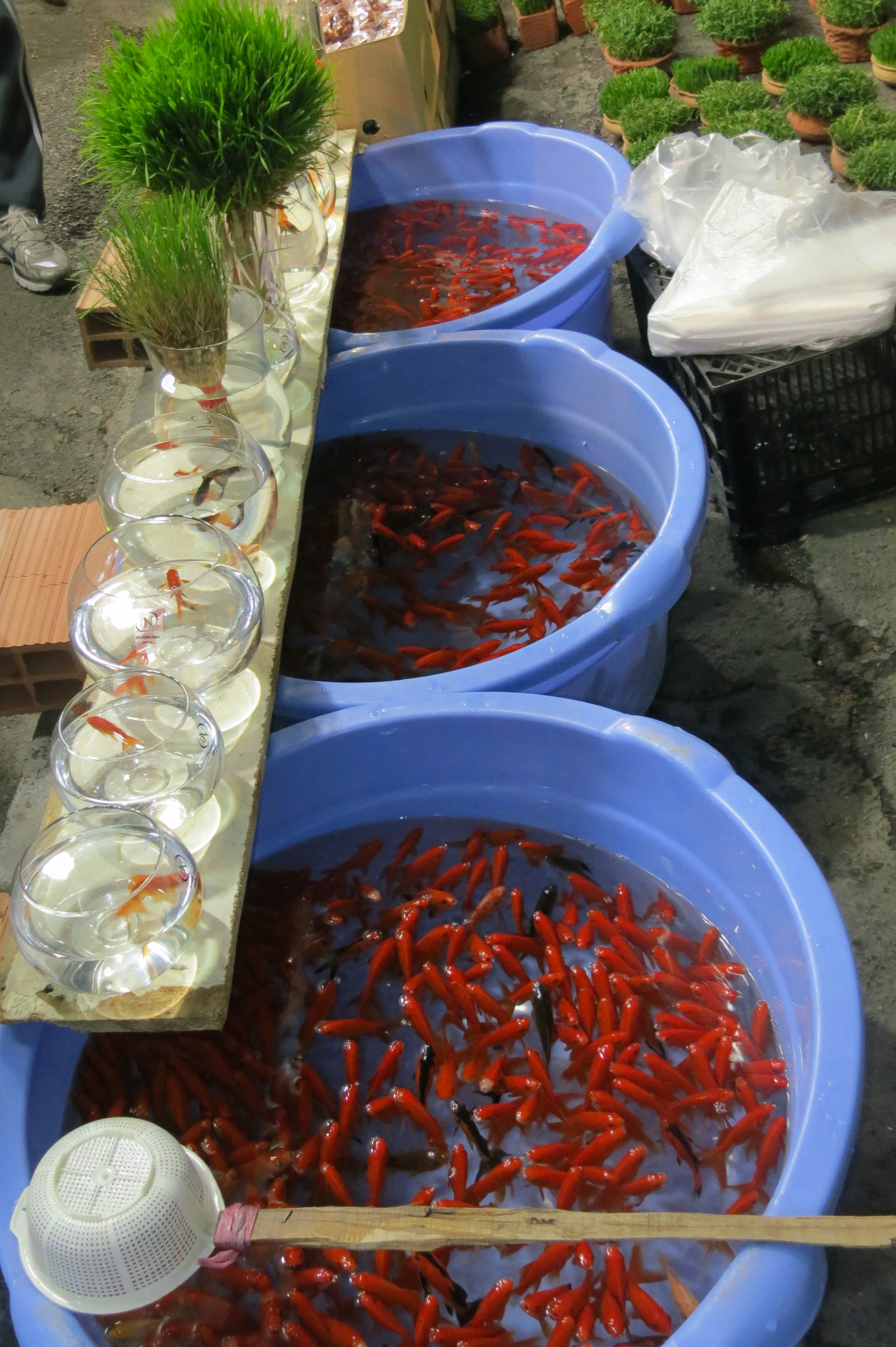
فروش ماهی قرمز در خیابان‌های تهران، پیش از نوروز

### در ایران
از زمان ایران باستان، از ماهیان قرمز اغلب برای سفرهٔ هفت‌سین و در هنگام جشن‌های سال نو استفاده می‌شود. یافته‌های باستانی زیادی هم از این حضور در تمدن بین‌النهرین و ایران پشتیبانی می‌کند، مانند: تندیس طلایی ماهی در آمودریا، تندیسک نقره ایلامی، سینی‌های قلمکاری ساسانی و سکه‌ای صفوی. در ضمن در متون مذهبی ماهی نماد انکی از خدایان سومر، و از نشانه‌های اصلی مسیح در سال‌های اولیه این دین بوده‌است.
در چند سال گذشته، بسیاری از کنشگران حقوق جانوران در ایران و دیگر کشورهای جهان نسبت به خرید ماهی‌های قرمز و نگهداری نامناسب آن‌ها اعتراض کرده‌اند. آن‌ها خرید این ماهیان در بسته‌های پلاستیکی و با قیمت پایین را عامل پرورش زیاد و در نهایت کشته شدن تعداد بسیاری از آن‌ها می‌دانند. کنشگران حقوق جانوران اما بر این باورند که نباید برای لذت‌های آنی و زودگذر اقدام به خرید جانوران زنده کرد، به گونه‌ای که تعداد بسیاری از آن‌ها هر سال کشته شوند. کارزارهای این کنشگران در اینترنت باعث شده‌است که خرید این ماهی و گذاشتن آن بر سر سفره هفت سین در سال‌های گذشته کاهش یابد.
یکی از استدلال‌های آن‌ها انتقال بیماری‌هایی مانند سالمونلا یا پسوریازیس به انسان است است. اما جامعهٔ دامپزشکان ایران این ادعا را رد کرده‌است.
آن‌ها ادعا می‌کنند ماهی قرمز همراه با چای از ۸۰ سال پیش وارد ایران شده و بخشی از سنت سال نوی چین است. شواهد خلاف  این موضوع را نشان میدهد، تندیسک زرین ماهی قرمز مربوط به دوران هخامنشی است که یکی از اشیای گنجینه آمودریا است از محوطهٔ باستانی تخت قباد به دست آمده‌است. از سوی دیگر، تندیسک نقره‌ای به سبک تمدن ایلامی در حدود سال‌های ۶۰۰ تا ۹۰۰ پیش از میلاد نیز وجود دارد که نشان می‌دهد ایلامی‌های ساکن فلات ایران با ماهی قرمز آشنایی داشته‌اند.
مخالفان ماهی قرمز بر سفرهٔ هفت‌سین می‌گویند چون کمال‌الملک در نقاشی خود از سفرهٔ هفت‌سین، ماهی نکشیده، این سنت، اصالت ندارد. این در حالی است که در خاطرات محمدحسن خان اعتمادالسلطنه (وزیر انطباعات و دارالترجمهٔ ناصرالدین شاه) به روشنی به وجود تنگ ماهی‌های قرمز بر سر سفرهٔ هفت‌سین در عید نوروز اشاره شده‌است. اعتمادالسلطنه در شرح وقایع ۱۴ جمادی‌الثانی ۱۳۰۳ قمری (۱۲۶۴ خورشیدی) آورده: «حاجی میرزاحسین خان گرانمایه که شاهی گرفت، عقب‌عقب رفت، به بساط هفت‌سین خورد، ظرف ماهی را شکست. ماهی‌های قرمز زنده که در میان آن ظرف بود به روی زمین افتاد...»

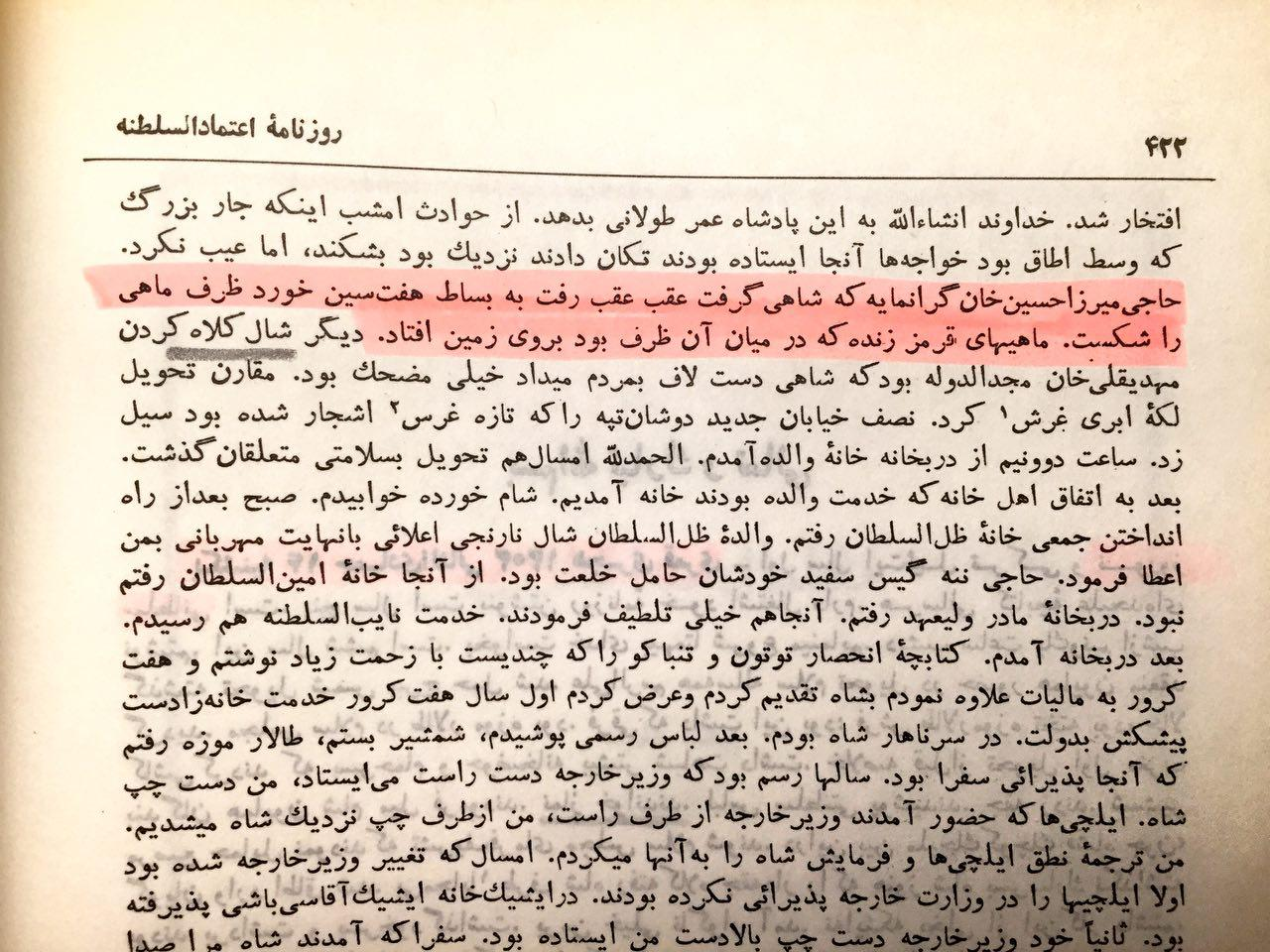
برگ مذکور در بند پیشین از روزنامه‌ی اعتمادالسلطنه.

نقش ماهی قرمز بر ظروف دورهٔ شاهنشاهی ساسانی هم وجود داشته‌است. زیرا ماهی قرمز نماد برج «حوت» یا «برج ماهی» در «گاه‌شماری خورشیدی بُرجی» است و در برخی ار کتاب‌های ایران باستان مانند کتاب پهلوی بندهشن که نام پهلوی برج‌های دوازده‌گانه در آن آمده، نام برج دوازدهم سال، «ماهی» یا «دوماهی» است.
مرگ میلیون‌ها قطعه ماهی قرمز در هر سال به دلیل نگهداری نامناسب از این موجودات است.
گفته می‌شود که نگهداری ماهی قرمز به محیط زیست ضربه می‌زند. اما ماهی قرمز یک ماهی پرورشی است. احتمال اینکه ماهی سبزی‌پلو، یک ماهی آزاد و در طبیعت باشد که آن را برای مصرف از دریا بیرون کشیده باشند خیلی بیشتر است. در واقع، تعداد ماهی‌هایی که در طول سال به عنوان خوراک در ایران مصرف می‌شوند از ماهی‌هایی که سالی یک بار برای سفرهٔ هفت‌سین تولید می‌شوند، بسیار بیشتر است.
بعضی دیگر کنشگران محیط زیست اما نسبت به این حرکت ابراز مخالفت کرده‌اند. آن‌ها بر این باورند که ماهیان قرمز از معدود جانورانی هستند که مردم ایران در زندگی با آن‌ها روبرو می‌شوند و این می‌تواند به درک بیشتر آن‌ها از جانوران کمک کند. از سوی دیگر، به باور عده‌ای از کارشناسان محیط زیست، کاهش علاقهٔ مردم به خرید ماهی قرمز باعث افزایش خرید سمندر لرستانی و تهدید نسل آن شده‌است.